# Жіноча юніорська збірна Румунії з хокею із шайбою
Жіноча юніорська збірна Румунії з хокею із шайбою — національна жіноча юніорська команда Румунії, що представляє країну на міжнародних змаганнях з хокею із шайбою. Опікується командою Румунська хокейна федерація.

## Історія
Збірна дебютувала в кваліфікаційному раунді в січні 2016 року. Виступала в Групі А разом із збірними Австрії, Китаю та Казахстану. Збірна програла всі три матчі загальною різницею шайб 3:36. У матчі плей-оф за сьоме місце поступились австралійкам по булітах 6:7.
У 2025 році румунки відновили виступи у турнірах ІІХФ, дебютувавши у третьому дивізіоні, де посіли перше місце.